# (18997) Mizrahi
(18997) Mizrahi (2000 RG54) – planetoida z pasa głównego asteroid okrążająca Słońce w ciągu 4,11 lat w średniej odległości 2,56 j.a. Odkryta 1 września 2000 roku.